# ۷۶ (میلادی)
۷۶ (میلادی) هفتاد و ششمین سال تقویم میلادی است.

## رویدادها
بر اساس مکان
امپراتوری روم
- امپراتوران وسپاسیانوس آگوستوس و تیتوس سزار وسپاسیانوس کنسول روم شدند.
- فرماندار سکستوس جولیوس فرونتینوس، سیلورها و دیگر قبایل متخاصم ولز را مطیع خود کرد و قلعه‌ای در کارلیون یا ایسکا آگوستا برای لژیون دوم آگوستا تأسیس کرد و شبکه‌ای از قلعه‌های کوچک‌تر را برای نیروهای کمکی خود ایجاد نمود.[۱]

چین
- اولین سال دوران جیانچو از سلسله هان چین. (در مورد معنای این عبارت توضیح بیشتری لازم است)

بر اساس موضوع
هنر و علم
- مورخ چینی، بان گو، نظریه‌ای در مورد منشأ جهان هستی ارائه می‌دهد.

دین
- پاپ آناکلتوس اول به عنوان سومین پاپ کلیسای کاتولیک (طبق فهرست رسمی واتیکان) جانشین پاپ لینوس می‌شود.

## زادگان
- ۲۴ ژانویه - هادریان، امپراتور روم (درگذشته ۱۳۸)[۲]

## درگذشتگان
- لینوس، پاپ کلیسای کاتولیک (تاریخ تقریبی)

- مارکوس وتیوس بولانوس، سیاستمدار و فرماندار رومی (متولد 33 پس از میلاد)

- نیکانور شماس، مبلغ یونانی

- کوئینتوس آسکونیوس پدیانوس، مورخ رومی (متولد 9 قبل از میلاد)